# Malacopteron magnum
La tordina magna (Malacopteron magnum) es una especie de ave paseriforme de la familia Pellorneidae propia del sudeste asiático.

## Distribución y hábitat
Se encuentra únicamente en la península malaya y las islas de Sumatra, Bangka y Borneo. Su hábitat natural son los bosques húmedos tropicales.

## Subespecies
Se reconocen las siguientes:
- M. m. magnum Eyton, 1839 - península malaya, Sumatra, islas Natuna y Borneo (excepto norte)
- M. m. saba Chasen & Kloss, 1930 - norte de Borneo